# Schipbreuk in de tijd
Schipbreuk in de tijd is een sciencefictionstripreeks, getekend door Paul Gillon en geschreven door Jean-Claude Forest en Gillon. De reeks verscheen in het Nederlandse taalgebied tussen 1975 en 1985 en werd door verschillende uitgevers uitgebracht. Het tiende deel is nooit in het Nederlands uitgegeven.

## Het verhaal
Een man in een capsule in de ruimte bevindt zich in een winterslaaptoestand. Om de mensheid te redden van een dreigende ondergang werden op het einde van de 20e eeuw een man en een vrouw, ieder afzonderlijk, in een capsule de ruimte in geslingerd. De man heet Christopher Cavallieri en de vrouw Valerie Haurèle. Duizend jaar later, in 2990, wordt één capsule geborgen en naar de Aarde gebracht. Christopher ontwaakt en al spoedig beleeft hij diverse avonturen onder dramatische omstandigheden op andere planeten, onder meer op Trasses, waar intelligente ratten leven. Als een rode draad loopt in de avonturen zijn zoektocht naar de andere reiziger Valerie. Op zijn zoektocht wordt hij vergezeld door Mara, een vrouw die verliefd op Christopher is.

## Albums
| Nummer | Titel                 | Verschenen | Uitgeverij                              |
| ------ | --------------------- | ---------- | --------------------------------------- |
| 1      | De slapende ster      | 1975       | Semic Press, Mondria, Dark Dragon Books |
| 2      | De golvende dood      | 1981       | Mondria, Dark Dragon Books              |
| 3      | Labyrinten            | 1979       | Panda, Dark Dragon Books                |
| 4      | Dodelijk universum    | 1979       | Panda, Dark Dragon Books                |
| 5      | Hersenschimmen        | 1980       | Panda, Dark Dragon Books                |
| 6      | De meester-dromers    | 1980       | Dargaud, Panda, Dark Dragon Books       |
| 7      | Het zegel van beselek | 1980       | Panda, Dark Dragon Books                |
| 8      | Ortho-Menta's         | 1981       | Mondria, Dark Dragon Books              |
| 9      | Terra                 | 1985       | Unicum, Mondria, Dark Dragon Books      |
| 10     | De Cryptomere         | 2022*      | Dark Dragon Books                       |

* Het 10e album werd voor het eerst uitgebracht in 1989, maar werd nooit van het Frans naar het Nederlands vertaald. Daar kwam pas verandering in toen uitgeverij Dark Dragon Books in 2022 een integrale collectie uitbracht, van de complete collectie.